# Brachypeza subarmata
Brachypeza subarmata is een muggensoort uit de familie van de paddenstoelmuggen (Mycetophilidae). De wetenschappelijke naam van de soort is voor het eerst geldig gepubliceerd in 1989 door Zaitzev.